# Бердяш Русский
Бердяш Русский (баш. Урыҫ Бирҙәше) — село в Зилаирском районе Республики Башкортостан Российской Федерации. Входит в состав Ивано-Кувалатского сельсовета.

## География

### Географическое положение
Расстояние до:
- районного центра (Зилаир): 40 км,
- центра сельсовета (Ивано-Кувалат): 12 км,
- ближайшей железнодорожной станции (Сибай): 130 км.

## Население
| 2002 | 2009 | 2010 |
| ---- | ---- | ---- |
| 45   | ↘24  | ↘13  |

Согласно переписи 2002 года, преобладающая национальность — русские (100 %).